# 해저협곡

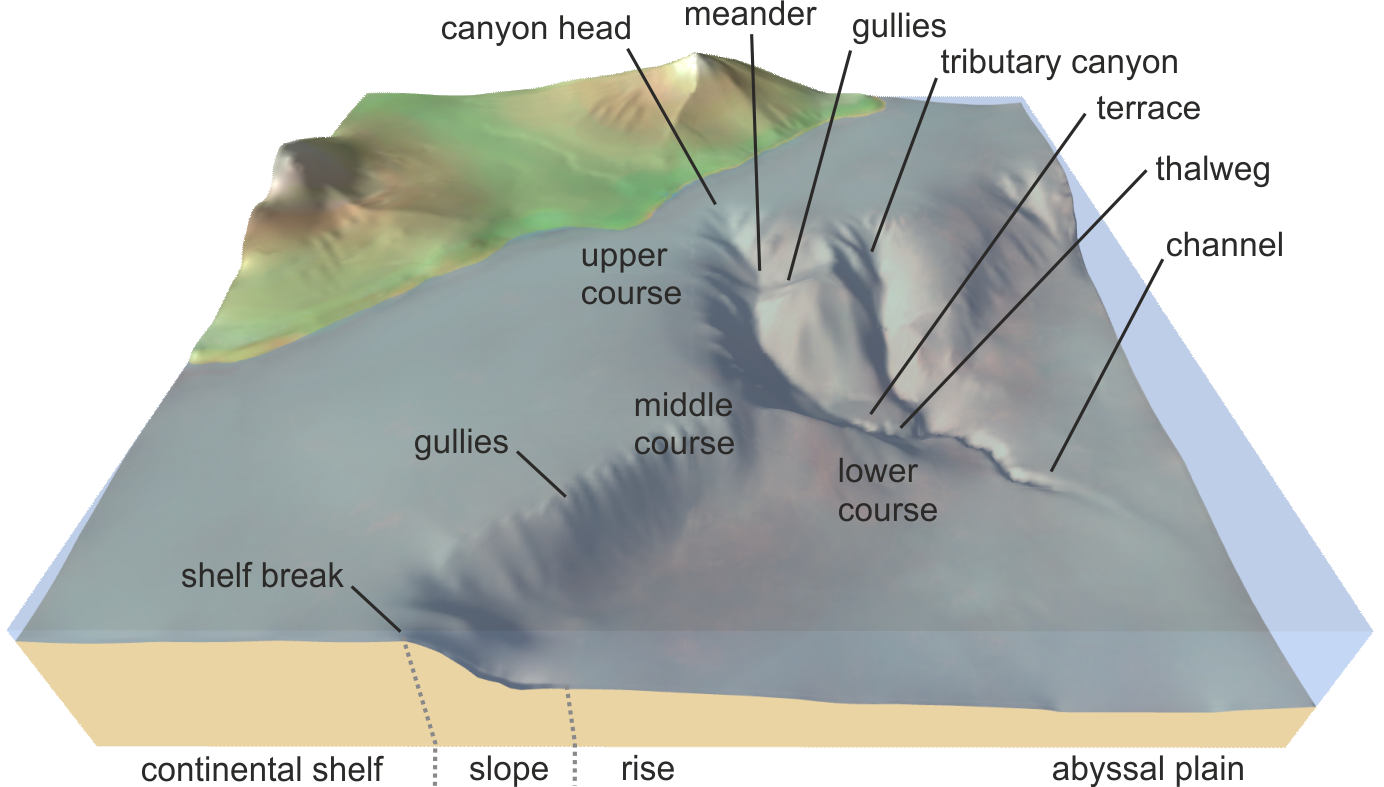
해저협곡의 주요 요소들을 보여주고 있는 스케치

해저협곡(海底峽谷)은 해저의 대륙 사면에 존재하는 계곡이다. 해저 계곡은 일반적으로 대륙의 큰 하천으로부터의 연장으로 해저에 지속적으로 성장하여 최대 거리 수백 km 및 깊이 1km에 이른다.
지구상에 약 9,477개의 해저협곡이 있으며 대륙 경사면의 약 11%를 덮고 있다.

## 개요
대륙 사면에 V자 모양으로 깊이 팬 골짜기로서, 육상의 골짜기와 마찬가지로 나뭇가지 모양의 지곡(支谷)이 있기도 하고 곡행(曲行)하기도 하며, 경우에 따라서는 측벽(側壁)에 단구상(段丘狀)의 지형을 이루기도 한다. 해저협곡이 지질학상 큰 문제로 되어 있는 것은 그 성인에 기인한다. 육상과는 달리 골짜기 지형을 만드는 하천이 없는 해저에 대규모의 협곡이 세계 도처에 분포하고 있는 것이 문제인 것이다. 현재 해저협곡의 성인에 대해서는 해저에도 골짜기를 만드는 흐름이 있다는 설과 육상의 골짜기가 침수한 것이라고 하는 설이 있는데 어느 쪽으로도 아직 결론이 나 있지 않다.